# Art-sur-Meurthe
Art-sur-Meurthe là một xã của tỉnh Meurthe-et-Moselle, thuộc vùng Grand Est, đông bắc nước Pháp. Xã này nằm ở khu vực có độ cao trung bình 225 mét trên mực nước biển.